# بیانو
بیانو (انگلیسی: The Beano) شرکت رسانه‌ای بریتانیایی است، که در سال ۱۹۳۸ تأسیس شد.